# ジョージ・ロバート・ウォーターハウス

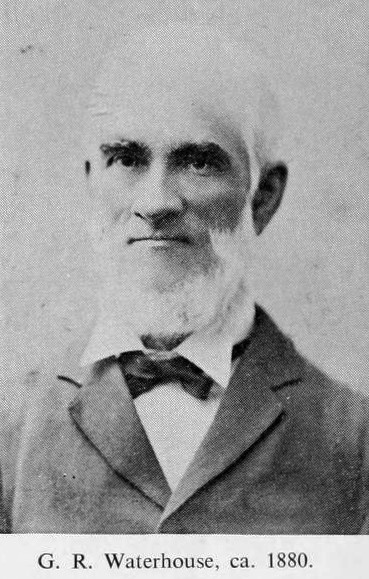
ジョージ・ロバート・ウォーターハウス

ジョージ・ロバート・ウォーターハウス（George Robert Waterhouse、1810年3月6日 - 1888年1月21日）はイギリスの博物学者である。ロンドン自然史博物館などで働き、多くの動物を記載した。

## 略歴
ロンドンのSomers Townに生まれた。父親は法律家の事務職でアマチュア昆虫学者であった。弟のフレデリク・ジョージ・ウォーターハウス(Frederick George Waterhouse)も動物学者となりオーストラリアの生物を研究した。ベルギーのブリュセル近くのコクルベールの学校で学んだ後、1824年にイギリスに戻り、建築家の見習いとして働き始めた。庭園の設計や、教会の装飾の設計などをした。
父親から昆虫学の興味を引き継ぎ、1833年に、フレデリック・ウィリアム・ホープ(Frederick William Hope)とロンドン昆虫学会を設立し、名誉学芸員となった。1849年から1850年には会長も務めた。チャールズ・ナイトの百科事典、"Penny Cyclopædia"(1828-1843)の項目も執筆した。1835年にリバプール王立研究所の博物館の学芸員に任命された後、1836年にロンドン動物学会の学芸員に代わった。はじめ動物学会の哺乳類標本の目録作りを行い、翌年にはその仕事を終えたが、この目録は、当時イギリスで一時的に用いられていたQuinarian systemという分類体系に従っていなかったので出版されなかった。
ビーグル号の探検航海にチャールズ・ダーウィンと同行することを求められたが同行しなかった。ダーウィンの帰還後、ダーウィンの収集した哺乳類、甲虫の標本はウォーターハウスに託され、ウォーターハウスが研究し、結果が出版された。1843年に、ロンドン自然史博物館の鉱物学部門の助手となり、1851年に没したチャールズ・コーニックの後をついで、ロンドン自然史博物館の専門職員（キーパー）となり、1880年までその仕事を続けた。博物館の有名な始祖鳥の化石が購入されたのはウォーターハウスが学芸員の時代である。哺乳類に関してはフクロアリクイ(Myrmecobius fasciatus)や、ゴールデンハムスター (Mesocricetus auratus) の記載者といて知られる。

## 著書
- . (1845), “Descriptions of Colepterous Insects collected by Charles Darwin, Esq., in the Galapagos Islands”, Annals and Magazine of Natural History 16:  19–41 2013年3月10日閲覧。
- . (1846), A Natural History of the Mammalia, Vol I: Marsupiata, or Pouched Animals, London: Hippolyte Bailliere 2013年3月10日閲覧。
- . (1848), A Natural History of the Mammalia, Vol II: Rodentia, or Gnawing Mammalia, London: Hippolyte Bailliere 2013年3月10日閲覧。